# Lista de prefeitos de Pedro Avelino
Esta é a lista de prefeitos de Pedro Avelino, município brasileiro do estado do Rio Grande do Norte.
| Nº | Prefeito                           | Imagem                    | Partido | Início de mandato       | Fim de mandato          | Vice-prefeito                      | Observações                   |
| -- | ---------------------------------- | ------------------------- | ------- | ----------------------- | ----------------------- | ---------------------------------- | ----------------------------- |
| 1  | Luiz Gonzaga César de Paiva        |                           |         | 1º de janeiro de 1949   | 21 de fevereiro de 1951 | —                                  | Prefeito nomeado              |
| 2  | Pedro Heráclito Pinheiro           |                           |         | 21 de fevereiro de 1951 | 11 de julho de 1951     | —                                  | Prefeito nomeado              |
| 3  | Pedro Vicente de Lima              |                           |         | 11 de julho de 1951     | 26 de abril de 1952     | —                                  | Prefeito nomeado              |
| 4  | José Nestor de Gouveia             |                           |         | 27 de abril de 1952     | 31 de março de 1953     | —                                  | Prefeito nomeado              |
| 5  | Geraldo Bezerra de Souza           |                           | PST     | 31 de março de 1953     | 1955                    | Raimundo Cavalcanti de Albuquerque | Prefeito e vice eleitos       |
| 6  | Raimundo Cavalcanti de Albuquerque |                           |         | 1955                    | 31 de março de 1958     | —                                  | Vice-prefeito eleito no cargo |
| 7  | Geraldo Antas                      |                           | UDN     | 31 de março de 1958     | 1961                    | José Carneiro Filho                | Prefeito e vice eleitos       |
| 8  | José Carneiro Filho                |                           | UDN     | 1961                    | 1961                    | —                                  | Vice-prefeito eleito no cargo |
| 9  | Felisberto Mucio Montoril          |                           |         | 1961                    | 1963                    | —                                  | Prefeito interino             |
| 10 | Celestino Batista da Trindade      |                           | PSD     | 31 de janeiro de 1963   | 31 de janeiro de 1969   | Raimundo Cavalcanti de Albuquerque | Prefeito e vice eleitos       |
| 11 | Manoel dos Passos Câmara           |                           |         | 31 de janeiro de 1969   | 31 de janeiro de 1973   | Antônio Rufino Neto                | Prefeito e vice eleitos       |
| 12 | João Adauto da Costa               |                           | MDB     | 31 de janeiro de 1973   | 31 de janeiro de 1977   | José Bezerra da Costa              | Prefeito e vice eleitos       |
| 13 | José Adécio                        |                           | ARENA   | 31 de janeiro de 1977   | 1982                    | Francisco Canindé Costa            | Prefeito e vice eleitos       |
| 14 | Francisco Canindé Costa            |                           | PDS     | 1982                    | 31 de janeiro de 1983   | —                                  | Vice-prefeito eleito no cargo |
| 15 | José Alves da Câmara Neto          |                           |         | 31 de janeiro de 1983   | 5 de junho de 1986      | não encontrado                     | Prefeito e vice eleitos       |
| 16 | Joumar Batista da Câmara           |                           |         | 5 de junho de 1986      | 31 de dezembro de 1988  | —                                  | Interventor estadual          |
| 17 | Neide Suely Muniz Costa            |                           | PFL     | 1º de janeiro de 1989   | 31 de dezembro de 1992  | Marcos Antônio Tassino de Araújo   | Prefeita e vice eleitos       |
| 18 | Francisco Canindé Câmara           |                           |         | 1º de janeiro de 1993   | 31 de dezembro de 1996  | Severina Bezerra da Costa          | Prefeito e vice eleitos       |
| 19 | Neide Suely Muniz Costa            |                           | PFL     | 1º de janeiro de 1997   | 31 de dezembro de 2000  | Marcos Antônio Tassino de Araújo   | Prefeita e vice eleitos       |
| 20 | Edeclaiton Batista Trindade        |                           | PMDB    | 1º de janeiro de 2001   | 15 de dezembro de 2004  | Ricardo Luiz Pereira Pinto         | Prefeito e vice eleitos       |
| 21 | Francisco Rômulo de Figueiredo     |                           | PDT     | 1º de janeiro de 2005   | 31 de outubro de 2006   | —                                  | Prefeito interino             |
| 22 | Sérgio Eduardo Bezerra Teodoro     |                           | PMDB    | 31 de outubro de 2006   | 31 de dezembro de 2008  | Francisca Pereira Câmara           | Prefeito e vice eleitos       |
| 23 | Elson Batista Trindade             |                           | PSB     | 1º de janeiro de 2009   | 31 de dezembro de 2012  | Berkson Brenno Teodoro Ferreira    | Prefeito e vice eleitos       |
| 24 | Sérgio Eduardo Bezerra Teodoro     |                           | PMDB    | 1º de janeiro de 2013   | 31 de dezembro de 2016  | Marina Teodoro da Trindade         | Prefeito e vice eleitos       |
| 25 | Neide Suely Muniz Costa            |                           | DEM     | 1º de janeiro de 2017   | 5 de abril de 2018      | Nilton Mendes                      | Prefeita e vice eleitos       |
| 26 | Francisco Hélio de Araújo          |                           | PRB     | 10 de abril de 2018     | 27 de junho de 2018     | —                                  | Prefeito interino             |
| 27 | José Alexandre Sobrinho            |                           | MDB     | 27 de junho de 2018     | 31 de dezembro de 2024  | Elson Batista Trindade             | Prefeito e vice eleitos       |
| 27 | José Alexandre Sobrinho            | Prefeito e vice reeleitos | MDB     | 27 de junho de 2018     | 31 de dezembro de 2024  | Elson Batista Trindade             |                               |
| 28 | Marina Teodoro da Trindade         |                           | MDB     | 1º de janeiro de 2025   | até a atualidade        | José Eduardo Rocha Bezerra         | Prefeito e vice eleitos       |